# 전선을 간다

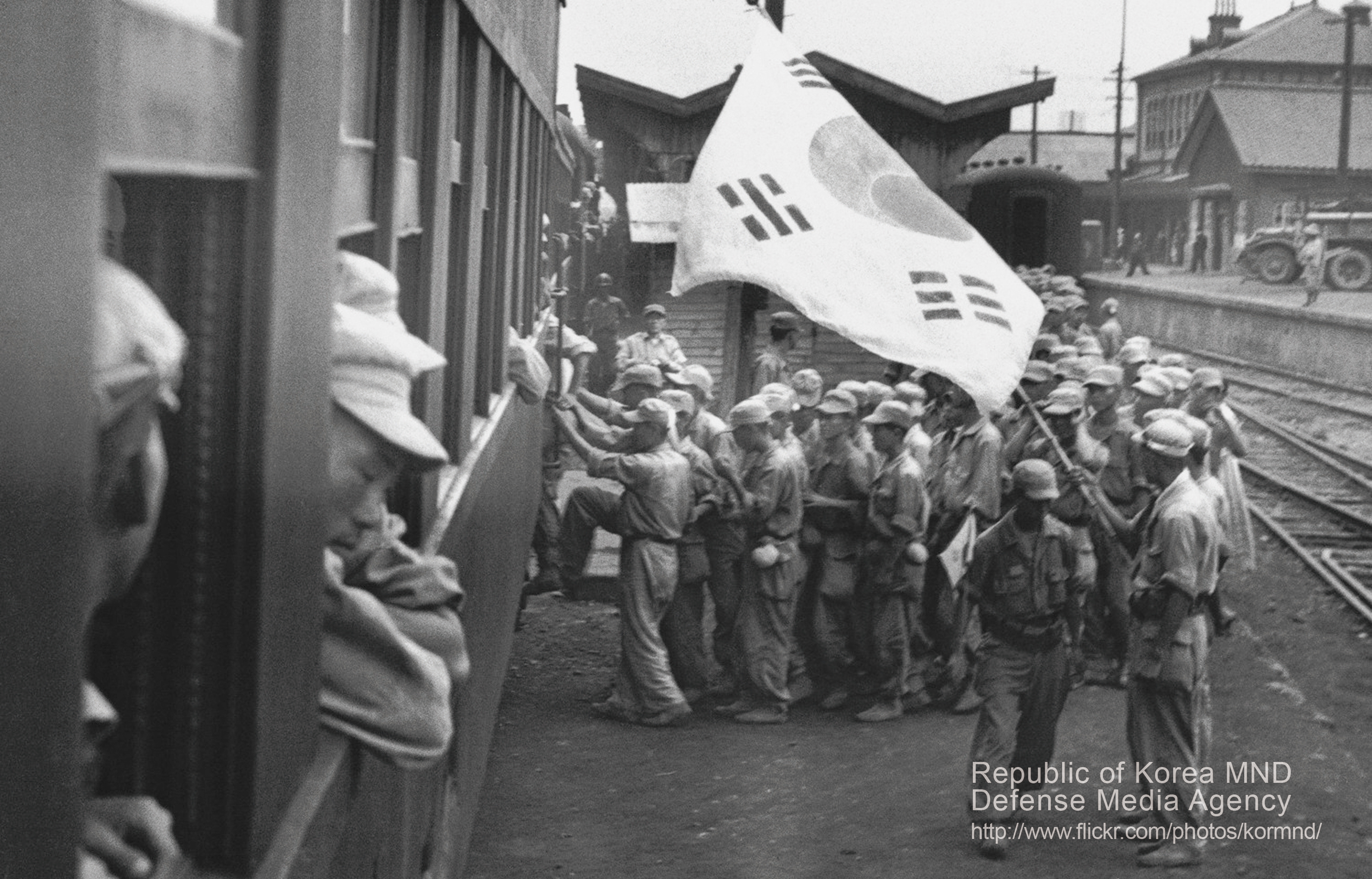
한국전쟁

전선을 간다(戰線을 간다)는 우용삼이 작사하고 최창권이 작곡해 1981년 발표된 대한민국 국군의 군가이다.